# Achingills
Achingills is een gehucht in Caithness in de Schotse Hooglanden, zo'n zes kilometer ten zuiden van Thurso.